# Gaël Faye

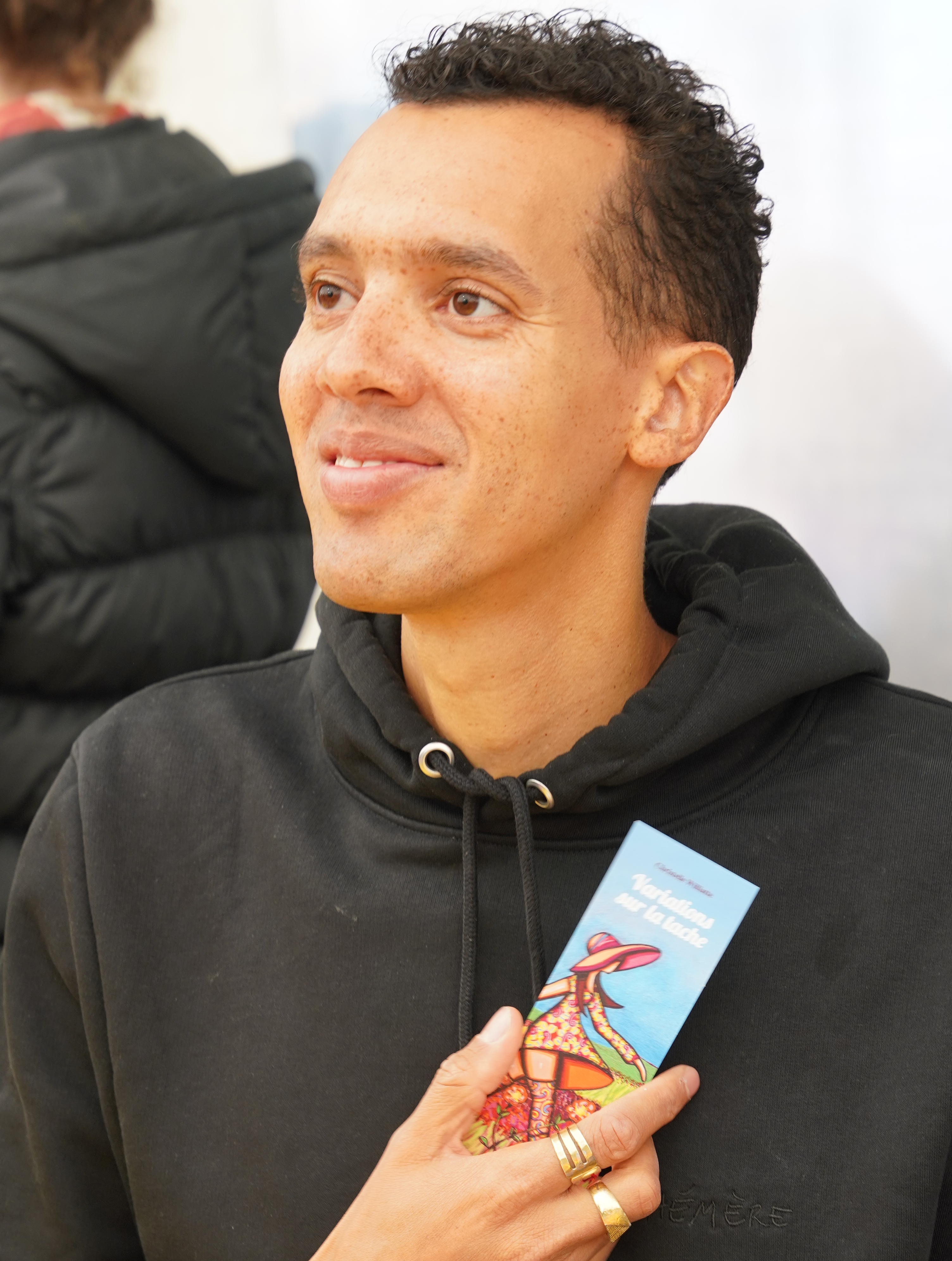
Gaël Faye (2024)

Gaël Faye (* 1982 in Bujumbura, Burundi) ist ein französisch-ruandischer Schriftsteller und Sänger.

## Leben
Gaël Faye ist der Sohn eines französischen Vaters und einer ruandischen Mutter. Er wuchs in Burundi auf, die Familie lebte in Bujumbura.
Auf Grund des Bürgerkrieges in Ruanda, der auch Burundi erfasste, verließ er 1995 seine Heimat. Er flüchtete nach Frankreich, studierte später Wirtschaftswissenschaften und arbeitete zwei Jahre lang als Investmentbanker in London. Anschließend kehrte er nach Frankreich zurück, um sich dort der Musik und dem Schreiben zu widmen.
Der französische Fernsehsender France Ô strahlte eine Dokumentation aus, die Gaël Faye auf einer Musiktour durch Burundi und Ruanda begleitete: In Quand deux fleuves se rencontrent (dt. Wenn zwei Flüsse sich treffen) besucht Faye gemeinsam mit dem Musiker Edgar Sekloka die Orte seiner Kindheit.
Mittlerweile lebt Faye in Ruanda.

## Wirken

### Musik

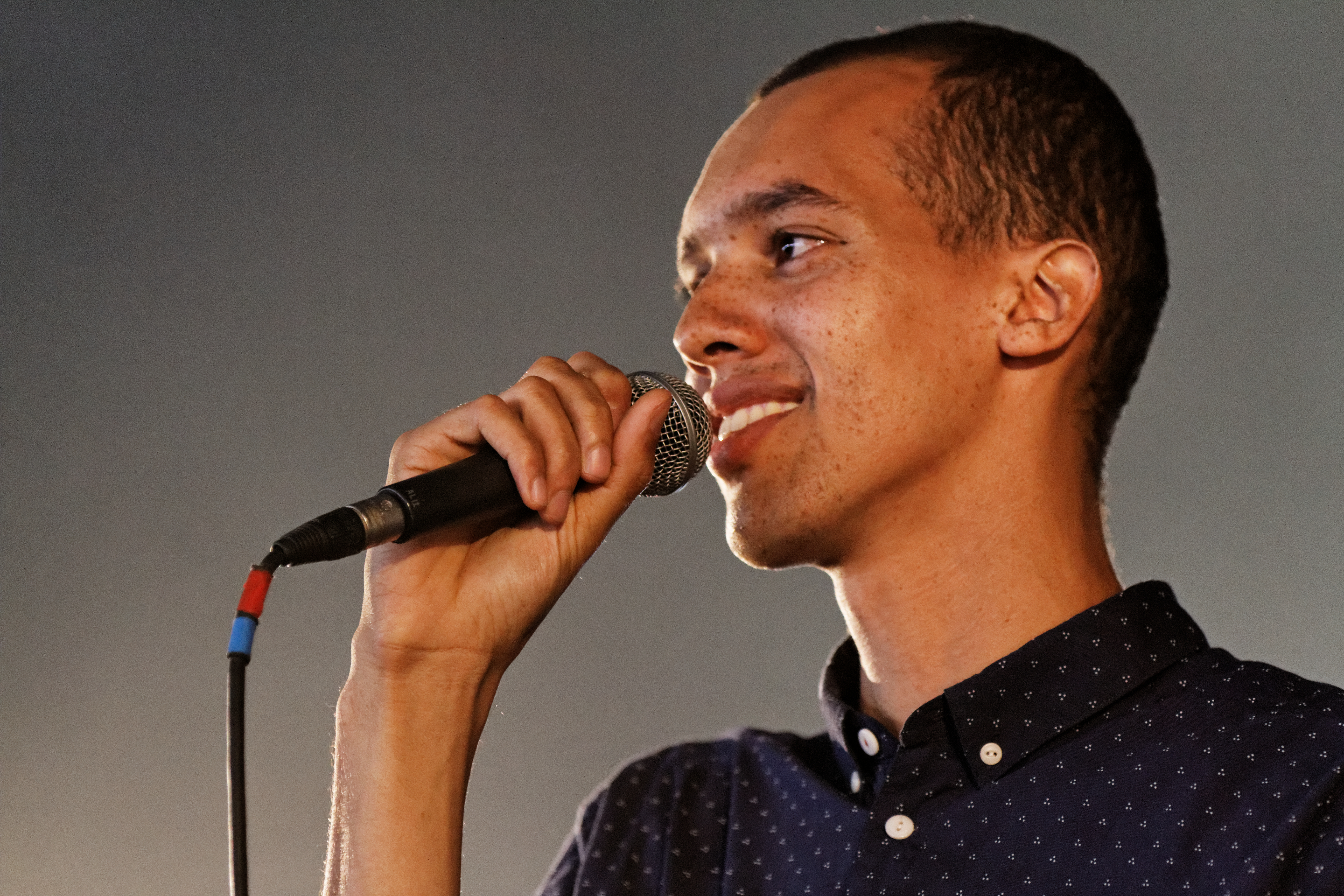
Faye auf dem Festival du Bout du Monde (2013)

Gemeinsam mit Edgar Sekloka trat Gaël Faye unter dem Namen Milk Coffee and Sugar als Hip-Hop-Duo auf. Im Jahr 2015 löste sich die Formation auf.
In 2013 brachte Gaël Faye sein erstes Solo-Album heraus: Pili Pili sur un croissant au beurre.
Gaël Faye arbeitete mit einer Vielzahl von Künstlern zusammen, darunter Mulatu Astatke, Bonga Kuenda, Ben l’Oncle Soul, Saul Williams, Tumi Molekane, Oxmo Puccino, Pauline Croze, Akua Naru, Sly Johnson, Mamani Keïta, Beat Assailant, Flavia Coelho und Christophe Maé.

## Werke

### Bücher
- Kleines Land, übers. von Andrea Alvermann und Brigitte Große, Piper, München 2017, ISBN 978-3-492-05838-4 (Petit pays, Grasset, Paris 2016).
- Jacaranda, Grasset, Paris 2024, ISBN 978-2246831457

## Diskografie

### Alben
| Jahr | Titel                                | Höchstplatzierung, Gesamtwochen, AuszeichnungChartplatzierungen (Jahr, Titel, Platzierungen, Wochen, Auszeichnungen, Anmerkungen) | Höchstplatzierung, Gesamtwochen, AuszeichnungChartplatzierungen (Jahr, Titel, Platzierungen, Wochen, Auszeichnungen, Anmerkungen) | Höchstplatzierung, Gesamtwochen, AuszeichnungChartplatzierungen (Jahr, Titel, Platzierungen, Wochen, Auszeichnungen, Anmerkungen) | Anmerkungen                                                                 |
| Jahr | Titel                                | FR | BEW | CH | Anmerkungen                                                                 |
| ---- | ------------------------------------ | --- | --- | --- | --------------------------------------------------------------------------- |
| 2013 | Pili pili sur un croissant au beurre | FR95 (1 Wo.)FR | — | — | Erstveröffentlichung: 14. Februar 2013                                      |
| 2017 | Rythmes et botanique                 | FR51 (5 Wo.)FR | — | — | Erstveröffentlichung: 13. April 2017                                        |
| 2018 | Des fleurs                           | FR98 (2 Wo.)FR | — | — | Erstveröffentlichung: 9. November 2018 EP                                   |
| 2020 | Lundi méchant                        | FR16 Gold · (42 Wo.)FR | BEW65 (7 Wo.)BEW | CH73 (1 Wo.)CH | Erstveröffentlichung: 6. November 2020                                      |
| 2022 | Mauve jacaranda                      | FR99 (4 Wo.)FR | — | — | Erstveröffentlichung: 1. Juli 2022                                          |
| 2022 | Éphémère                             | FR2 Platin · (46 Wo.)FR | BEW5 (31 Wo.)BEW | CH39 (2 Wo.)CH | Erstveröffentlichung: 16. September 2022 mit Grand Corps Malade & Ben Mazué |

### Singles
| Jahr | Titel Album                 | Höchstplatzierung, Gesamtwochen, AuszeichnungChartsChartplatzierungen (Jahr, Titel, Album, Platzierungen, Wochen, Auszeichnungen, Anmerkungen) | Anmerkungen                                                                 |
| Jahr | Titel Album                 | FR | Anmerkungen                                                                 |
| --- | --------------------------- | --- | --------------------------------------------------------------------------- |
| 2022 | Tailler la route Éphémère   | FR120 Gold · (2 Wo.)FR | Erstveröffentlichung: 14. September 2022 mit Grand Corps Malade & Ben Mazué |
| Folgende Lieder erschienen nicht als Single, wurden aber durch das Album zum Download und Streaming bereitgestellt und konnten somit eine Platzierung erlangen: |                             | |                                                                             |
| |                             | |                                                                             |
| 2022 | On a pris le temps Éphémère | FR143 Gold · (2 Wo.)FR | mit Grand Corps Malade & Ben Mazué                                          |

Weitere Singles
- 2017: Tôt le matin (FR: Gold)
- 2018: Balade brésilienne (feat. Flavia Coelho, FR: Gold)
- 2020: Chalouper (FR: Gold)
- 2021: Respire (FR: Gold)

## Auszeichnungen
- 2024: Prix Renaudot für Jacaranda[5]